# Starman (1964)
De Starman-films zijn een Amerikaanse reeks van vier films rondom de superheld Starman. In feite zijn het vier compilaties van oorspronkelijk negen Japanse films uit de serie Super Giant (Japans: Supa Jaiantsu). De Amerikaanse compilaties zijn gemaakt in 1964, waarbij de hoofdrolspeler Super Giant de nieuwe naam Starman heeft gekregen.

## Historie
In de jaren 1956-1959 werd in Japan een serie van negen korte films uitgebracht waarin superheld Super Giant (gespeeld door Ken Utsui) de hoofdrol speelt. Dit personage was gebaseerd op de Amerikaanse Superman en geldt als Japans eerste filmsuperheld. De verhalen draaien om Super Giant - een man gemaakt van het sterkste soort staal - die door de Hoge Raad van de planeet Emerald is aangesteld om de vrede op de Aarde te handhaven en buitenaardse invasies af te weren.  
De Amerikaanse distributeur Walter Manley Enterprises voegde de negen Japanse films samen en creëerde zo vier Amerikaanse films. Omdat de eerste zes Japanse films in feite drie setjes van twee zijn - met per setje een eigen verhaallijn - was het relatief eenvoudig om deze tot drie nieuwe films samen te voegen. Voor de delen zeven, acht en negen was dit echter niet mogelijk, omdat die elk een eigen plot hebben: de distributeur moest hier dus veel moeite doen om er alsnog één film van te kunnen maken, met als resultaat een moeizaam verlopende verhaallijn met duidelijke overgangen tussen de oorspronkelijke drie films.
Alle Amerikaanse versies zijn opnieuw ingesproken met Engelstalige stemmen, met Bernard Gordon als de stem van Starman.
De eerste compilatie werd in 1965 uitgebracht onder de titel Atomic Rulers (of the World). Hierin waren de eerste twee delen van de Japanse serie samengevoegd, waarbij 19 minuten aan materiaal was weggesneden. Ook waren er veranderingen aangebracht in het plot. Hierna volgden Invaders from Space, Attack from Space en Evil Brain from Outer Space.

## Verhaallijnen
In de vier films moet de held Starman het opnemen tegen aanvallen van buitenaf:
- Atomic Rulers: Starman probeert een nucleaire bom te vinden waarmee de Magolians Japan willen vernietigen.
- Invaders from Space: de planeet Kuleman heeft een dodelijk virus op Aarde losgelaten. De film wordt gekenmerkt door veel actie, opmerkelijke kostuums en enge scenes.
- Attack from Space: de Sapphirianen hebben een raket die de Aarde kan vernietigen. Starman vecht zich door het ruimtestation heen in een poging de aliens te stoppen.
- Evil Brain from Outer Space: vanuit Zumaria wordt de Aarde binnengevallen. Tevens zijn er slechteriken als dr Kurokawa en zijn broer Okawa. Er worden aanslagen beraamd op wereldleiders en Japan wordt met een gevaarlijke ziekte aangevallen. Van de slechterik Balcazar leven alleen zijn hersens nog, die verblijven in een koffer.